# Aleksandr Rogozhkin
Aleksandr Rogozhkin (3 de outubro de 1949 – 23 de outubro de 2021) é um diretor de cinema russo.

## Educação
Ele se formou na Universidade Estatal de São Petersburgo em 1972 em história e crítica de arte. De 1974 a 1977, trabalhou como pintor e decorador para Lenfilm Studios. Ao mesmo tempo, também estudou arte e artes gráficas no Instituto Pedagógico de Leningrado. Estudou direção na masterclass de Sergei Gerasimov no Instituto Gerasimov de Cinematografia de 1977 a 1981.

## Filmografia

### Filme
- Brother has Come (1979)
- Redhead (1980)
- For the Sake of a Few Lines (1985)
- The Golden Button (1986)
- Miss Millionaire (1988)
- The Guard (1990)
- The Third Planet (1991)
- The Chekist (1992)
- Living With an Idiot (1993)
- Peculiarities of the National Hunt (1995)
- Operation Happy New Year (1996)
- Peculiarities of the National Fishing (1998)
- Checkpoint (1998)
- Peculiarities of the National Hunt in Winter Season (2000)
- The Cuckoo (2002)
- Peculiarities of National Politics (screenplay, 2003)
- Transit (2006)
- Igra (The Game) (2008)
- Vopros Chesti (The question of honour) (2010)
- Afrodity (2012)
- Oruzhiye (2012)

### Série de televisão
- Streets of Broken Lights (1998–1999)
- Deadly Force (2000–2005)